# Maladera holzschuhi
Maladera holzschuhi är en skalbaggsart som beskrevs av Ahrens 2004. Maladera holzschuhi ingår i släktet Maladera och familjen Melolonthidae. Inga underarter finns listade i Catalogue of Life.